# Stigliano
Stigliano   község (comune) Olaszország Basilicata régiójában Matera megyében.

## Fekvése
A megye központi részén fekszik. Szomszédai: Accettura, San Mauro Forte, Craco, Montalbano Jonico, Aliano, Sant’Arcangelo, Tursi, Cirigliano, Gorgoglione.

## Története
A várost a lukániaiak alapították, majd a metapontumi görögök birtokába került. Hostiliusansus római kori neve, ami az itt letelepedett Hostilius család nevéből származik. 1070-ből származik első írásos említése. Ekkor a tricaricói érsek tulajdona volt. Később nápolyi nemesi családok birtoka lett (Caraffa, Medina). 1806-ban lett önálló település, miután a Nápolyi Királyságban eltörölték a feudalizmust.

## Népessége
A népesség számának alakulása:

## Főbb látnivalói
- Castello – a város középkori erődítménye
- Sant’Agostino-kolostor – a 16. században épült
- Santa Maria Assunta-templom – a 16. században épült
- nemesi paloták: Palazzo Santo Spirito, Palazzo Formica, Palazzo Porcellini, Palazzo Vitale.